# Emanoil Panaiteanu-Bardasare
Emanoil Panaiteanu-Bardasare (n. 26 octombrie 1850, Iași - d. 1935, Iași) a fost un pictor român.
Era nepotul pictorului Gheorghe Panaiteanu-Bardasare. A urmat studii la Școala de Belle Arte din Iași, profesor fiindu-i unchiul său, apoi, în anul 1866, este trimis la studii la Berlin, ca bursier al prințului Carol I. Revine din Germania după doi ani, publicând litografii la Iași. În perioada 1871-1875, Emanoil Bardasare studiază la Academia de Arte Frumoase din München (Germania), studiind pictura cu profesorul G. Schiller. 

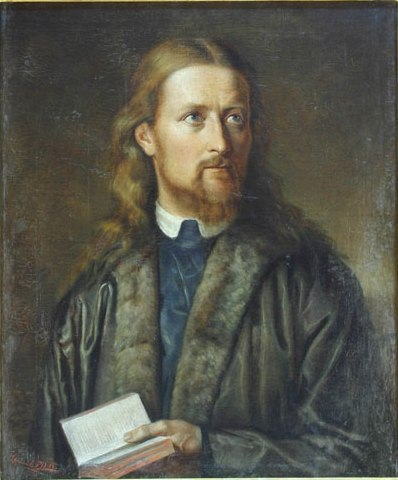
Emanoil Bardasare - Portretul unui necunoscut (ulei pe pânză), aflat la Muzeul Național de Artă al României din București

După terminarea studiilor, este numit în toamna anului 1877 profesor suplinitor la catedra de desen de la Liceul Național din Iași. Printre pictorii care i-au fost elevi pot fi menționați Nicolae Tonitza, Octav Băncilă, Nutzi Acontz, Ștefan Șoldănescu etc.
A fost membru al Societății Cultura Artelor Frumoase din Iași (1881). Lucrările sale se găsesc la Muzeul Național de Artă al României din București, precum și în colecții particulare. 
Tablourile lui Emanoil Bardasare redau împrejurimile Iașului și alte priveliști moldovene. 
În memoria pictorului a fost ridicat un bust în Parcul Copou din Iași:
bea

## Imagini

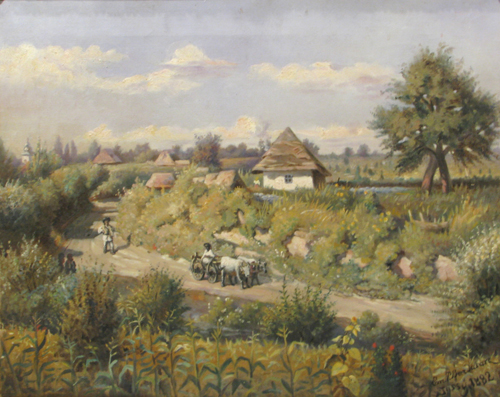
Emanoil Panaiteanu-Bardasare  - Bucium - drum între grădini, ulei pe pânză, 47x58 cm, 1882, Muzeul de Artă din Iași
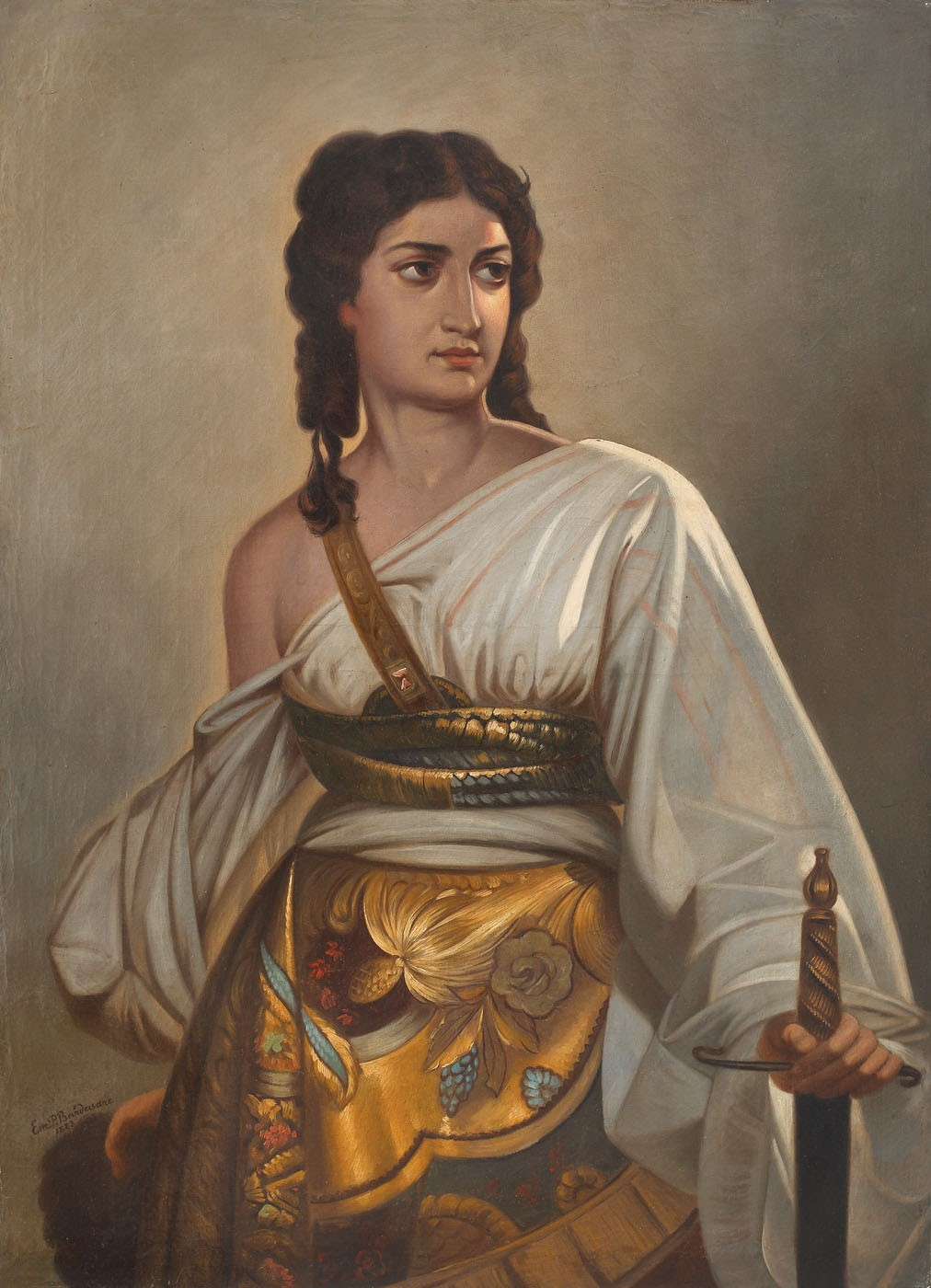
Emanoil Panaiteanu-Bardasare - Juditha, ulei pe pânzã, 1886
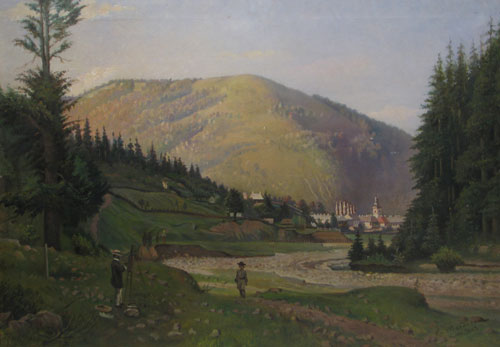
Emanoil Panaiteanu-Bardasare - Peisaj Mănăstirea Agapia, ulei pe pânză, 57x80cm, 1883, Muzeul de Artă din Iași